# Katusice
Katusice (en allemand : Katusitz) est une commune du district de Mladá Boleslav, dans la région de Bohême-Centrale, en République tchèque. Sa population s'élevait à 835 habitants en 2020.

## Géographie
Katusice se trouve à 9,5 km à l'ouest-nord-ouest de Mladá Boleslav et à 47 km au nord-est de Prague.
La commune se compose de deux sections séparées par la commune de Sudoměř. La section principale est limitée par Bělá pod Bezdězem et Plužná au nord, par Bukovno à l'est, par Krásná Ves et Kováň au sud, et par Sudoměř à l'ouest. La seconde section est limitée par Nosálov au nord, par Březovice et Sudoměř à l'est, par Kluky au sud, par Vrátno au sud-ouest et par Lobeč à l'ouest.

## Histoire
La première mention écrite de la localité date de 1352.

## Administration
La commune se compose de cinq quartiers :
- Katusice
- Doubravice
- Spikaly
- Trnová
- Valovice

## Transports
Par la route, Katusice se trouve à 14 km de Mladá Boleslav et à 63 km de Prague.